# Helophilus trivittatus
Helophilus trivittatus је инсект из реда двокрилаца који припада породици осоликих мува. 

## Распрострањење
Ово је палеарктичка врста осолике муве. Присутна је у већем делу Европе и Азије. У Србији је присутна у већен делу земље. Насељава отворена станишта у близини река или других водених површина. Често и на пољопривредном земљишту.

## Опис
Дужина тела је од 12-18 мм, а женке су крупније од мужјака. На предњем делу главе налази се жута пруга. Женке имају веома раздвојене очи које се разилазе од врха чела. За разлику од многих других врста лебдећих муха, очи мужјака се не додирују. Активни су већи део године (у зависности од географског подручја). У Србији се могу видети од априла до новембра месеца. Забележене су миграторне појаве код ове врсте у Скандинавији.

## Синоними
- Eristalis trivittatus Fabricius, 1805
- Helophilus camporum Meigen, 1822
- Helophilus parallelus (Harris, 1776)
- Helophilus solitarius Rondani, 1857
- Musca parallelus Harris, 1778